# Call of Duty 2: Big Red One
Call of duty 2: Big Red One är titeln på ett spel släppt av Activision till Gamecube, Playstation 2 och Xbox. Spelet är det fjärde i Call of Duty-serien. Spelet innehåller ett flertal olika uppdrag där spelaren följs av ett antal av sina bästa kompisar, fast ibland blir någon av dem skjuten av en fiende.
Spelet innehåller flera skådespelare från HBO miniserien Band of Brothers, däribland Michael Cudlitz, James Madio, Frank John Hughes, Richard Speight Jr., Ross McCall, Rick Gomez och Rene Morono. Berättarrösten till spelets filmsekvenser gjordes av Mark Hamill.

## Handling
Spelet utspelar sig under andra världskriget och inleds 1944 i Frankrike, där man tar rollen som en amerikansk soldat ur 1st Infantry Division. Efter uppdraget i Frankrike får man titta tillbaka två år, då man invaderar och befriar Nordafrika från tyskarnas händer. Där får man bland annat köra en stridsvagn för första gången. Efter det får man styra ett av de amerikanska bombflygplanen B-24 Liberator.
Efter befrielsen av Nordafrika invaderar de amerikanska styrkorna Sicilien. Efter befrielsen av Sicilien deltar man vid Omaha Beach under Dagen-D och anfaller österut mot Frankrike. Spelets sista uppdrag sker i Tyskland där man anfaller Siegfriedlinjen. Under uppdraget får man köra stridsvagn för andra och sista gången och spränga ett tåg, och sen fortsätter man därifrån in i Dragons Teeth och allt slutar med att man ska spränga två stycken V-2-raketer.

## Vapen
- 20MM
- Bazooka
- BM37
- Breda
- Chatelleraut
- Corcano
- Gewehr 43
- Kar98k
- M1 carbine
- M1 Garand
- MG34
- MP 40
- MP44
- Panzerfaust
- Panzerschreck
- Springfield
- Thompson

## Fordon
- B-24 Liberator
- DUKW
- M4 Sherman
- Tiger I